# Salt Lake City
Salt Lake City (lit. Ciutat del Llac Salat) és la capital i la ciutat més gran de l'estat de Utah, als Estats Units. La seva població és de 200.133 habitants l'any 2020, comptant l'àrea metropolitana amb 1.257.000 habitants. Va ser fundada el 1847 pels Sants dels Últims Dies, església dirigida en aquell moment per Brigham Young. Es troba just al sud-est del Gran Llac Salat (Great Salt Lake). És la seu central de l'Església de Jesucrist dels Sants dels Darrers Dies, també coneguts com a mormons.

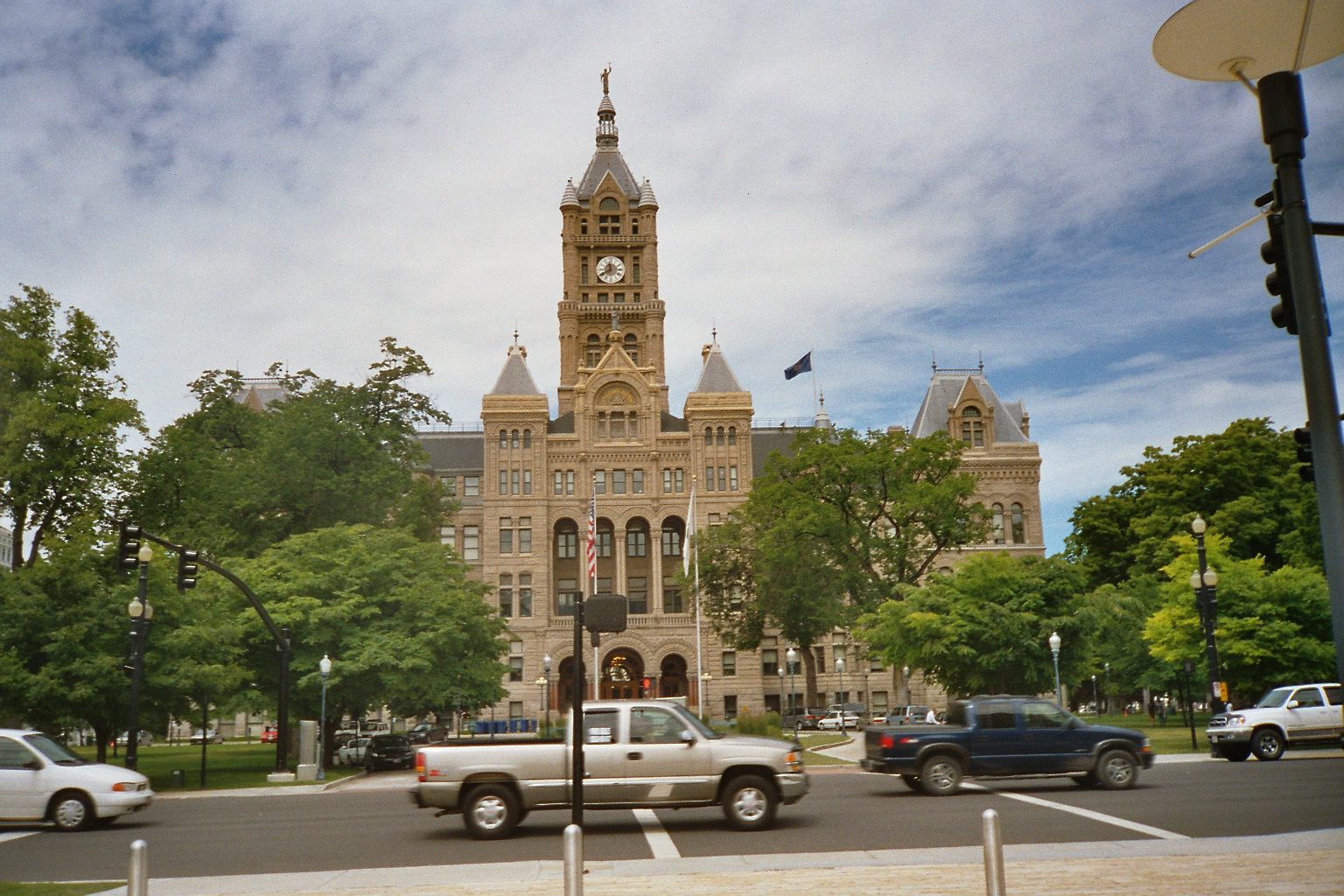
County Building Salt Lake

Com a seu de la ciutat mormona, conserva moltes construccions que es van fer en arribar a aquesta terra, per exemple la casa del lleó com se'l coneixia al profeta Young, el llogaret desereth, construïda pels pioners i sobretot el bell temple de Salt Lake City. Del més actuals el centre de registre familiar més gran del món.
Durant l'hivern de 2002, Salt Lake City va ser la ciutat amfitriona dels Jocs Olímpics d'Hivern.

## Història
Abans d'establiment dels europeus, els Shoshone, Ute, i Paiute havien habitat a la Vall de Llac Salat (Salt Lake Valley en anglès) durant milers d'anys.
Els primers colons que es van instal·lar el 24 de juliol de 1847 a la vall eren membres de l'Església de Jesucrist dels Sants dels Últims Dies (coneguts com a mormons). Havien viatjat a través de la nació a la recerca d'una zona aïllada on poder practicar la seva religió, lluny de la persecució que havien afrontat a l'Est. Quan van arribar, el seu profeta religiós, Brigham Young va dir: «Aquest és el lloc adequat», més tard abreujat simplement a: «Aquest és el lloc».
Només quatre dies després de l'arribada a la Vall de Llac Salat, Brigham Young va designar el lloc per al Temple del Llac Salat (Salt Lake Temple), el temple principal per a l'Església de Jesucrist dels Sants dels Últim Dies. Construït a la plaça del Temple (Temple Square), al centre de la ciutat. Es va trigar 40 anys a completar el temple, sent acabat el 6 d'abril de 1893. És l'edifici més conegut de la ciutat.

## Clima
El clima de Salt Lake City es caracteritza com clima d'estepa semiàrida amb quatre estacions diferenciades. L'estiu i l'hivern són llargs, amb calorosos i secs estius i hiverns freds i amb molta neu i la primavera i la tardor són breus però confortables períodes de transició.
Els estius de la ciutat es caracteritzen pel seu clima càlid i molt sec. El monzó arriba des del Golf de Califòrnia des de meitat de juliol fins a setembre, produint diverses tempestes focalitzades durant les tardes.
La pluviometria anual mitjana és de 409 litres. Març (45,5 litres) i abril (50,5 litres) són els mesos més plujosos 
i juliol (15,5) i agost (17,5) els més secs.
Pel que fa a les temperatures la mitjana anual és d'11,6. Gener té una mitjana d'-1,4 °C i juliol de 25,9 °C

## En la cultura popular
Apareix descrita en el llibre Estudi en escarlata d'Arthur Conan Doyle com una colònia distòpica regida per l'autocràcia de Brigham Young i el seu braç armat, els Àngels Vengadors

## Demografia
Segons el cens de l'any 2000 a Salt Lake City hi ha 180.651 persones, 71.461 cases, i 39.803 famílies. Això ascendeix a 8,1% de la població de Utah, a 20,2% de població del Comtat de Salt Lake, i a 13,6% de la població Salt Lake metropolità. Salt Lake City té una densitat demogràfica de 643,3 km².
| Demografia racial de Salt Lake City comparada amb la de Utah: |                |                    |
| Utah                                                          | Salt Lake City | Ètnia              |
| 85,3%                                                         | 79,20%         | Blancs             |
| 0,8%                                                          | 1,89%          | Negres             |
| 1,3%                                                          | 1,34%          | Indis              |
| 1,7%                                                          | 3,62%          | Asiàtic            |
| 0,7%                                                          | 1,89%          | Illenc del Pacífic |
| N/A                                                           | 8.52%          | Altres races.      |
| 2.1%                                                          | 3.54%          | Dues o més races.  |
| 9.0%                                                          | 18.85%         | Hispans            |